# Дома 1074 км
Дома 1074 км (рос. Дома 1074 км) — починок в Малопургинському районі Удмуртії, Росія.

## Населення
Населення — 1 особа (2010; 3 в 2002).
Національний склад станом на 2002 рік:
- удмурти — 100 %